# Wilhelm Edbom
Olof Wilhelm Edbom (i riksdagen kallad Edbom i Ljusdal), född 18 oktober 1875 i Ljusdal, död 6 mars 1955 i Bollnäs, var en svensk politiker (socialdemokraterna). Han var riksdagsledamot i andra kammaren 1912-1920 för Hälsinglands norra valkrets.